# SN 2006pk
SN 2006pk – supernowa typu Ia odkryta 9 listopada 2006 roku w galaktyce A230459-0052. W momencie odkrycia miała maksymalną jasność 21,40m.